# Колле, Шарль
Шарль Колле́ (фр. Charles Collé; 14 апреля 1709 года, Париж — 3 ноября 1783 года, там же) — французский поэт-песенник, драматург и завсегдатай парижских гогетт.

## Биография
Сын судейского чиновника, он имел возможность основательно изучить судейский мир, давший ему неистощимый источник для его юмористических произведений. По профессии коммерсант, он только под влиянием Кребийона-сына и других литературных друзей стал задаваться серьезными литературными целями; в 1747 г. он написал свою первую и лучшую комедию «Истина в вине» (фр. La vérité dans le vin), в которой остроумно и зло обличал пороки общества и обнаружил большое мастерство диалога и смелость в сценических положениях.
Колле сочинял комические оперы для театра герцога Орлеанского и выказал много оригинальности и свежего юмора. На той же сцене поставлена была комедия «Охота короля Генриха IV» (фр. La partie de chasse de Henri IV), повторенная в Комеди Франсэз вместе с другой комедией Колле «Дюпюи и Дероне» (фр. Dupuis et Desronais). Но очищенная от смелостей свободного юмора, эта комедия ниже других.
Честолюбивое желание писать для Комеди Франсэз убило в Колле блеск и привлекательность его непосредственного юмора. Имел возможность быть принятым в академию, но, подобно Беранже, не счёл себя достойным этой чести.
Песенки его отделаны очень тщательно.

## Изданное творчество
Шарль Колле вёл дневник — «Jourmal historique», передававший события от 1748—1772 г., и изданный в 1807 г. с предисловием Барбье.
В 1764 г. издана была его «Correspondence inédite», a в 1767 г. «Théâtre de Société», в 3 т.
В 1807 г. собраны были его «Chansons».